# سيرانس
السيرانس مخلوق أسطوري من الأساطير العربية. وقد ذكر في كتاب "عجائب المخلوقات وغرائب الموجودات" للقزويني في الباب السابع عن "السباع"، وقال عنه:
ويقال أنه يتعمل صوته العذب لجذب فريسته أو يصيح بها صيحة عالية لإخافة أعدائه.